# West Midlands Police
West Midlands Police (WMP) – brytyjska formacja policyjna, pełniąca funkcję policji terytorialnej na obszarze hrabstwa metropolitalnego West Midlands. Według stanu na 31 marca 2012, służba liczy 7826 funkcjonariuszy, co daje jej drugie miejsce pod względem liczebności wśród policji terytorialnych w Anglii, po stołecznej Metropolitan Police Service.

## Galeria

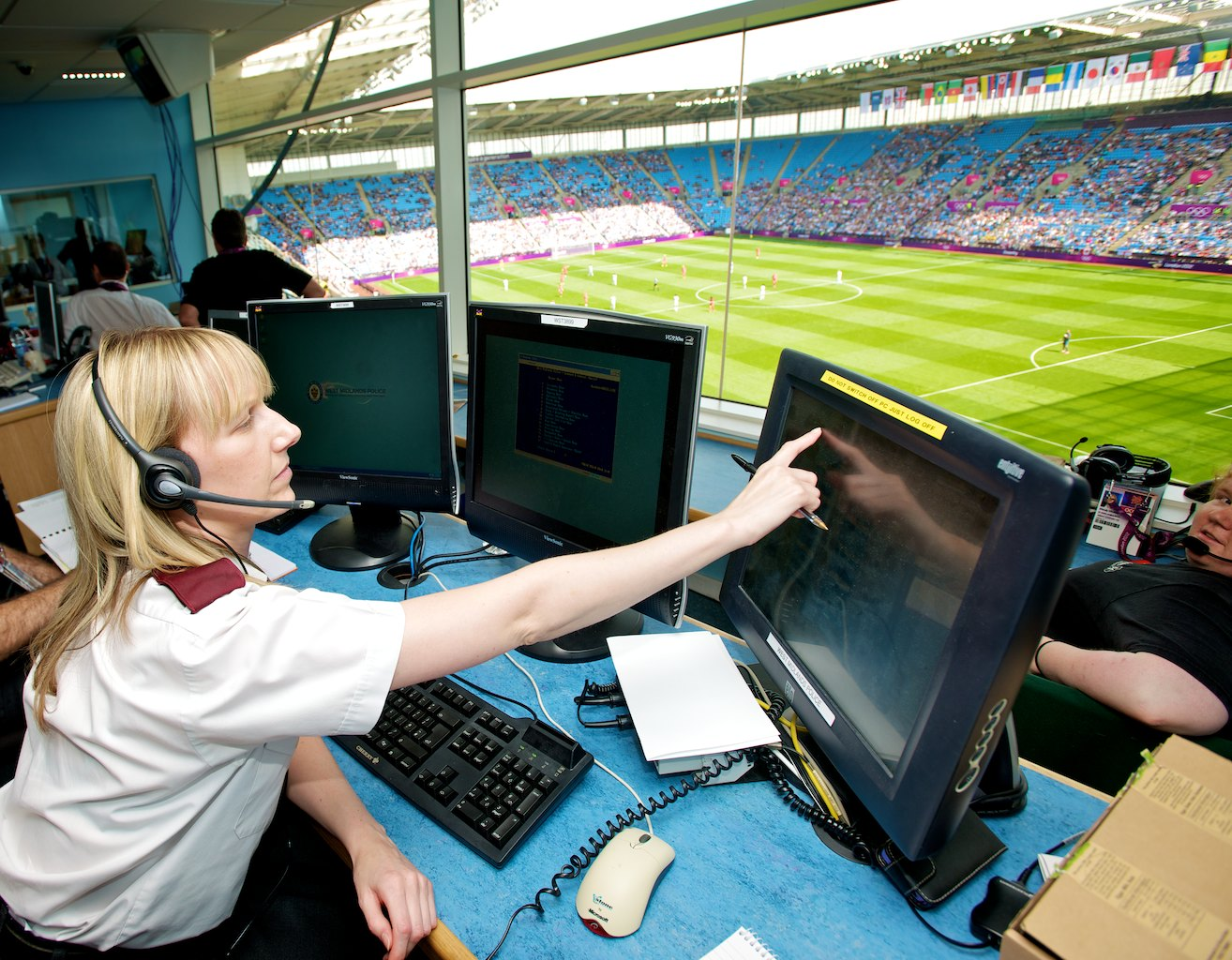
Funkcjonariuszka WMP koordynująca zabezpieczenie meczu na stadionie Ricoh Arena
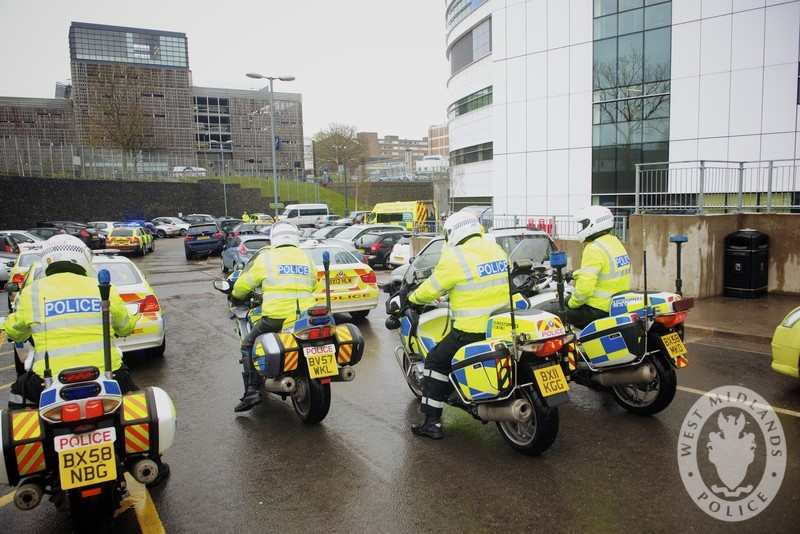
Zespół WMP prowadzący eskortę karetki z rannym na misji żołnierzem
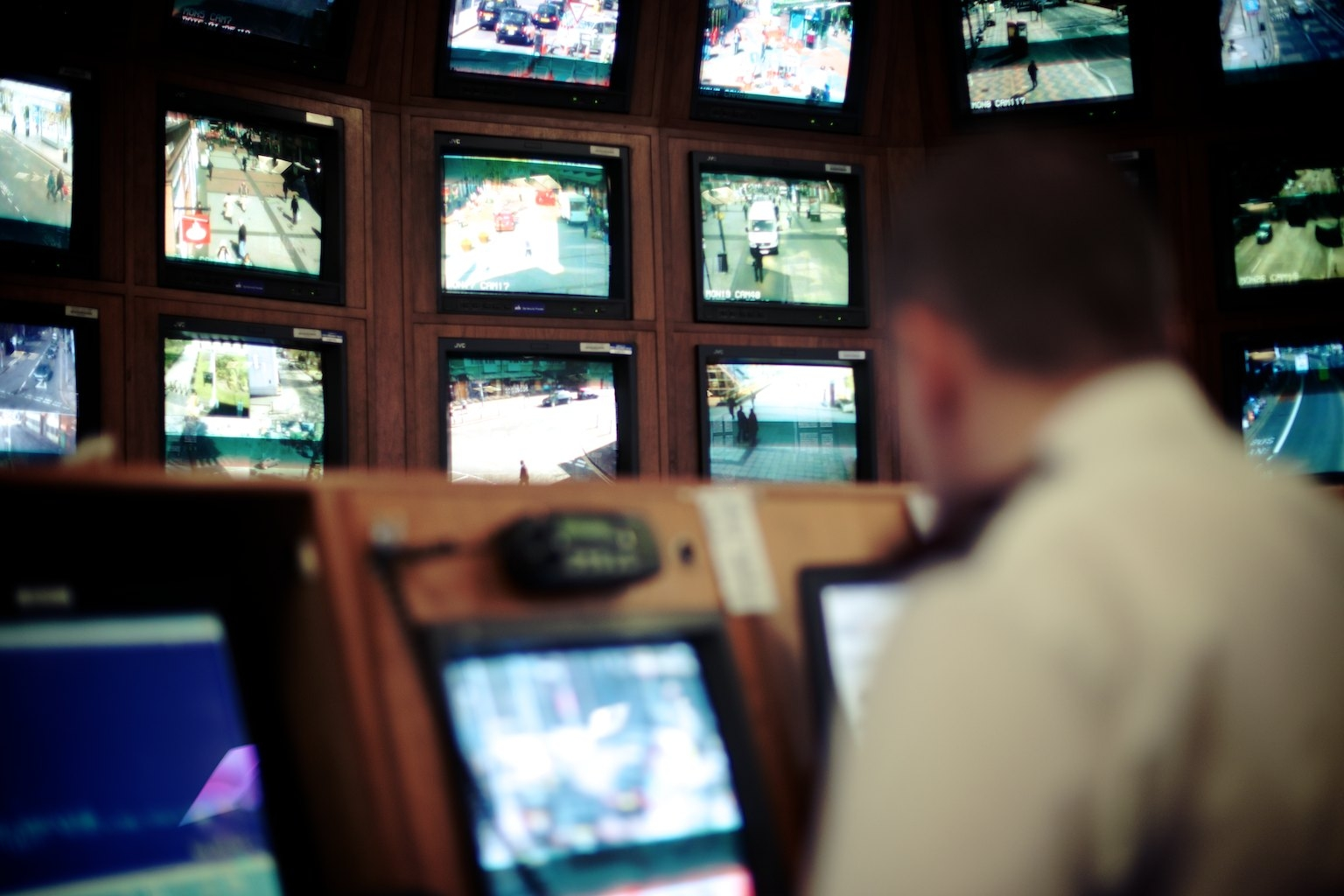
Funkcjonariusz WMP w centrum monitoringu miejskiego w Birmingham
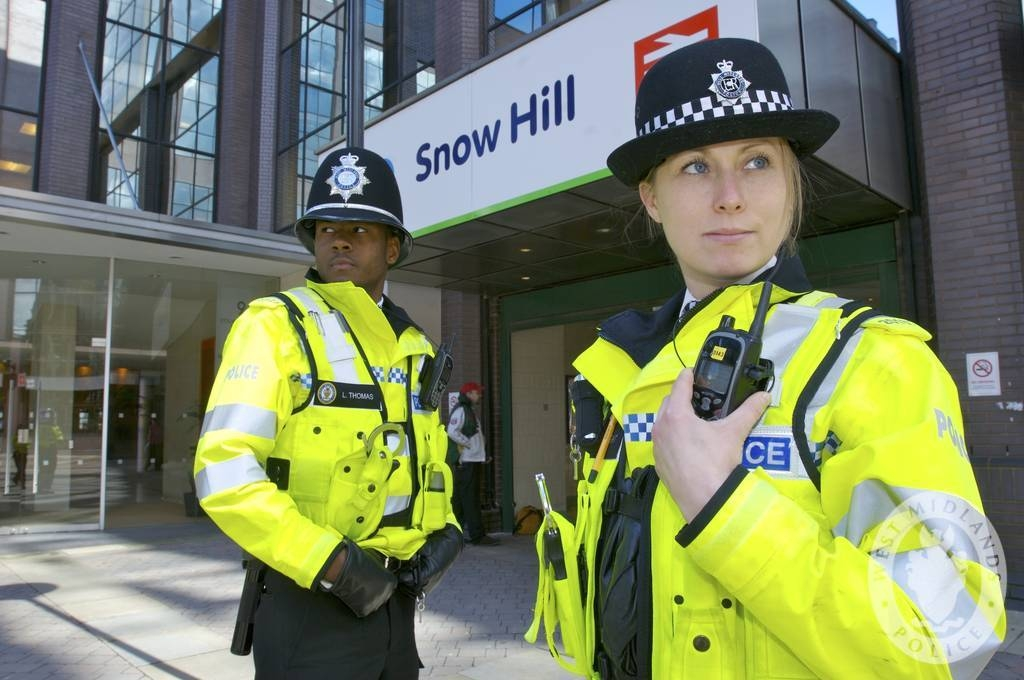
Policjanci WMP patrolujący okolice stacji kolejowej